# Xot de Mayotte
El xot de Mayotte (Otus mayottensis) és una espècie d'ocell de la família dels estrígids (Strigidae). Habita els boscos de l'illa de Mayotte, a les Comores. El seu estat de conservació es considera de risc mínim.